# 1964 в аніме

## Події
NBC Enterprises замовляє додаткові 52 епізоди Астро Бой.

## Релізи
| Українська назва                          | Японська назва                                                                                | Тип                    | Демографія | Регіони |
| ----------------------------------------- | --------------------------------------------------------------------------------------------- | ---------------------- | ---------- | ------- |
| Могутній атом: Хоробрий у космосі         | 鉄腕アトム 宇宙の勇者(Tetsuwan Atomu: Uchuu no Yuusha)                                        | Фільм                  | Сьонен     | Японія  |
| Великий X                                 | ビッグX (Біггу Еккусу)                                                                        | Телефільм              | Сьонен     | Японія  |
| Пам'ять                                   | めもりい(Пам'ять)                                                                             | Короткометражний фільм | Загальний  | Японія  |
| Русалка                                   | 人魚(Ningyo)                                                                                  | Короткометражний фільм | Загальний  | Японія  |
| Малюк самурай                             | 少年忍者風のフジ丸(Shōnen Ninja Kaze no Fujimaru)                                             | Телефільм              | Сьонен     | Японія  |
| Фудзімару вітру: таємнича арабська лялька | 少年忍者風のフジ丸 謎のアラビヤ人 — 形 Shōnen Ninja Kaze no Fujimaru: Nazo no Arabiya Ningyou | фільм                  | Сьонен     | Японія  |
| Хаято Нульовий боєць                      | 0戦はやと(Zero-sen Hayato)                                                                    | Телефільм              | Сьонен     | Японія  |
|                                           |                                                                                               |                        |            |         |